# Melchior Friedenreich
Melchior Friedenreich, född 30 oktober 1678 i Stockholm, död 1 maj 1751 i Tuns församling, var en svensk lagman och militär.

## Biografi
Melchior Friedenreich föddes 1678 på Apoteket Svanen i Stockholm. Han var son till hovapotekaren Julius Fredrik Friedenreich och Justina Sofia Jung. Friedenreich blev 30 januari 1689 student vid Uppsala universitet, 1701 auditör vid Dalregementet och 26 september 1703 fältauditör vid Svenska armén. Han blev 1703 preses vid Marienburgiska slottsöverrätten, 1707 vice krigsfiskal och 13 juli 1708 överauditör vid Skånska armén. Friedenreich fick 6 maj 1719 generalauditörs fullmakt och adlades 8 maj 1719 till Friedenreich, introducerades 1720 i Sveriges riddarhus som nummer 1597. Han blev 15 april 1721 lagman i Gotlands lagsaga och 6 november 1730 lagman i Bohusläns lagsaga. Friedenreich fick 20 december 1743 landshövdings avsked. Han avled 1751 på Gammalstorp i Tuns socken och begravdes i Tuns kyrka bredvid sin fru, där hans och sonens vapen sattes upp.

### Familj
Friedenreich gifte sig 11 mars 1709 med Maria Elisabet Wilckens (1691–1749), dotter till handelsmannen och direktören Claes Wilckens i Stockholm och Elisabet Speet. De fick tillsammans barnen Elisabet Friedenreich (1710–1710), lagmannen Carl Gustaf Friedenreich (1712–1784), Jakobina Friedenreich (1713–1741) som var gift med fabrikören Hector Johan Loffman, Emerentia Friedenreich (1715–1795) som var gift med kaptenen Carl Gustaf Bagge af Söderby, Justina Margareta Friedenreich (1716–1781) som var gift med lantmätaren, löjtnanten Johan Fineman, Julius Fredrik Friedenreich (1717–1717), löjtnanten Ludvig Friedenreich (1718–1742), Maria Charlotta Friedenreich (1719–1754) som var gift med hovjägmästaren Henrik Gustaf Bäärenhielm, Maria Sofia Juliana Friedenreich (1723–1797) som var gift med majoren Jean Georg Bagge af Söderby, Fredrika Eleonora Friedenreich (1727–1812) som var gift med häradshövdingen Johan Gustaf Wennberg, Vilhelmina Friedenreich (1728–1791) som var gift med kyrkoherden Anders Lidholm i Gökhems församling, Ebba Johanna Friedenreich (1730–1815) som var gift med löjtnanten Per Hierta, kornetten Fredrik Friedenreich (1733–1760) och Brita Magdalena Friedenreich (1734–1816) som var gift med Rutger Belfrage.